# Arabidopsis lyrata
Espèce
Arabidopsis lyrata est une espèce de plantes à fleurs appartenant à la famille des Brassicacées. Elle est également appelée Arabette lyrée.

## Liste des sous-espèces et variétés
Selon Catalogue of Life (18 novembre 2014) :
- sous-espèce Arabidopsis lyrata subsp. kamchatica (Fisch. ex DC.) O'Kane & Al-Shehbaz
- sous-espèce Arabidopsis lyrata subsp. lyrata
- sous-espèce Arabidopsis lyrata subsp. petraea (L.) O'Kane & Al-Shehbaz

Selon NCBI (18 novembre 2014) :
- sous-espèce Arabidopsis lyrata subsp. lyrata
- sous-espèce Arabidopsis lyrata subsp. petraea
  - sous-espèce Arabidopsis petraea subsp. septentrionalis
  - sous-espèce Arabidopsis petraea subsp. umbrosa

Selon The Plant List (18 novembre 2014) :
- sous-espèce Arabidopsis lyrata subsp. kamchatica (Fisch. ex DC.) O'Kane & Al-Shehbaz
- sous-espèce Arabidopsis lyrata subsp. petraea (L.) O'Kane & Al-Shehbaz

Selon Tropicos (18 novembre 2014) (Attention liste brute contenant possiblement des synonymes) :
- sous-espèce Arabidopsis lyrata subsp. kamchatica (Fisch. ex DC.) O'Kane & Al-Shehbaz
- sous-espèce Arabidopsis lyrata subsp. kawasakiana
- sous-espèce Arabidopsis lyrata subsp. lyrata
- sous-espèce Arabidopsis lyrata subsp. petraea (L.) O'Kane & Al-Shehbaz
- variété Arabidopsis lyrata var. lyrata